# Paulo Jr.

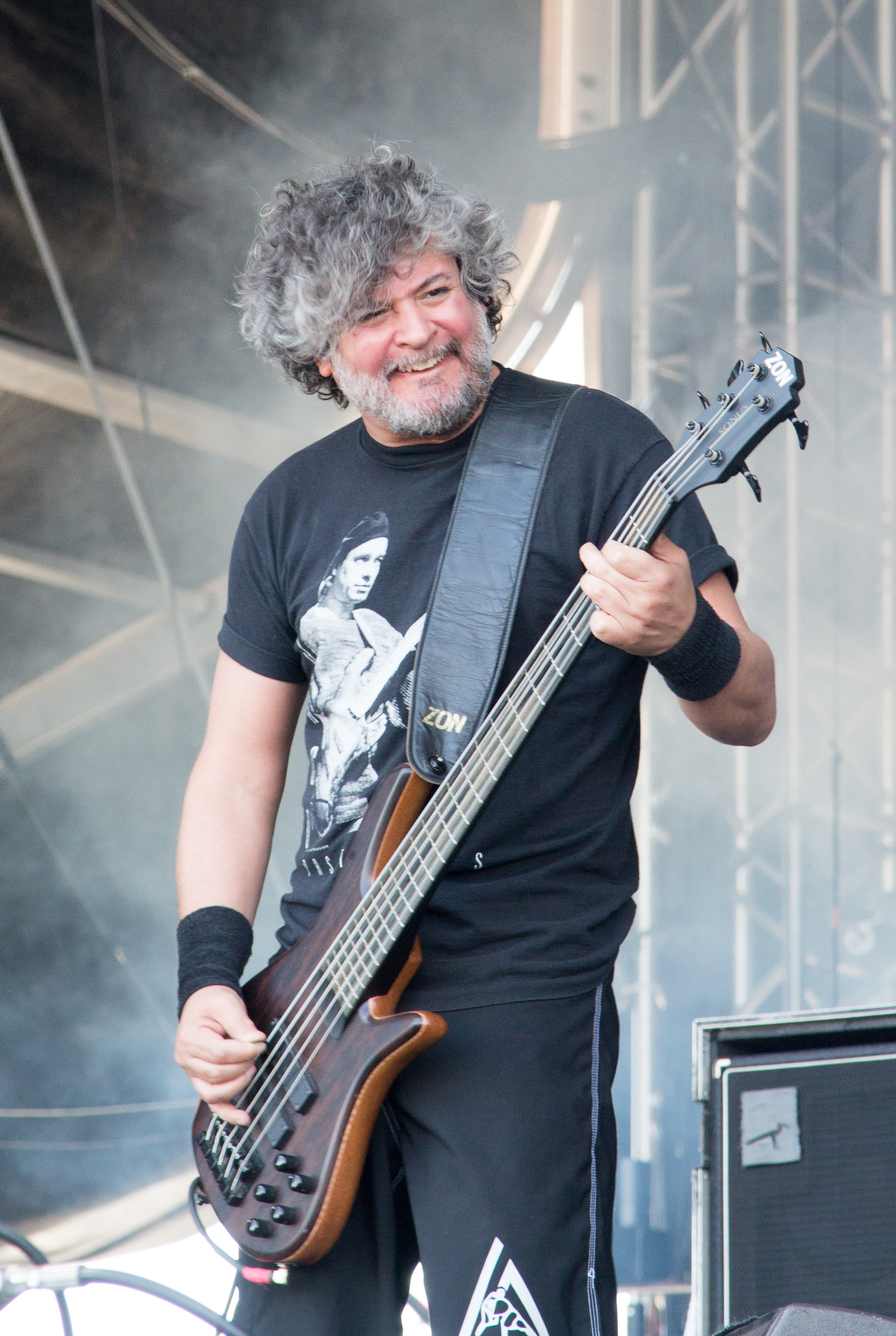
Paulo Jr. 2014

Paulo Jr., auch bekannt als Paulo Xisto Pinto Júnior (* 30. April 1969 in Belo Horizonte), ist ein brasilianischer Musiker, der vor allem für seine langjährige Mitgliedschaft in der Thrash-Metal-Band Sepultura bekannt ist, aber inzwischen auch für weitere Bands und Projekte tätig war.

## Werdegang

### Sepultura
Paulo Jr. wuchs in Belo Horizonte mit zwei Brüdern und einer jüngeren Schwester auf. Sein Vater war Rechtsanwalt. Mit 15 Jahren begann er Bass zu spielen und wurde dabei von seinen Eltern unterstützt. 1984 trat er auch Sepultura als deren insgesamt zweiter Bassist bei, nachdem Roberto Raffan die Gruppe zuvor verlassen hatte. Er ist damit das langjährigste Bandmitglied, ist jedoch erstmals erst auf dem Album Chaos A.D. (1993) zu hören, da die Gitarristen Jairo Guedz auf Morbid Visions und danach Andreas Kisser auf den folgenden Alben auch den Bass spielten. Paulo Jr. hatte die Brüder Max und Igor Cavalera in Belo Horizonte über einen gemeinsamen Freund kennengelernt.
Als seine Einflüsse gab er unter anderem Steve Harris, Geddy Lee, Geezer Butler, Cliff Burton und Gene Simmons an. Paulo Jr. spielt den Bass anders als die genannten Vorbilder eher mit dem Plektron als mit den Fingern.

### The Unabomber Files
2009 spielte Paulo Jr. mit Alan Wallace und André Márcio von Eminence und Vladimir Korg von Chakal in der Band The Unabomber Files. 2013 brachte die Band eine Sechs-Song-EP und ein Video zum Song Buried in My Bunker heraus.

### Cultura Tres
Paulo Jr. spielt zudem seit 2019 in der Band Cultura Tres Bass. 2023 veröffentlichte er mit dieser das Album Camino de Brujos sowie die Single Signs.

### Gastauftritte
2007 spielte Paulo Jr. Bass auf dem zweiten Album von Sayowa. 2013 hatte er einen Gastauftritt auf dem vierten Album von Eminence, The Stalker.

## Persönliches
Paulo Jr. betreibt Jiu Jitsu und spielt Fußball, wobei er zudem ein Fan des Clube Atlético Mineiro ist. Zudem engagiert er sich sozial, indem er Wohltätigkeitsspiele mit bekannten Musikern, Fußballern und Fernsehkünstlern veranstaltet. Dafür erhielt er 2008 die Auszeichnung Medalha da Inconfidência, die ihm vom damaligen Gouverneur der Provinz Minas Gerais, Aécio Neves verliehen wurde. Er lebt in São Paulo.

## Diskografie

### Sepultura
- 1985: Bestial Devastation
- 1986: Morbid Visions
- 1987: Schizophrenia
- 1989: Beneath the Remains
- 1991: Arise
- 1993: Chaos A.D.
- 1996: Roots
- 1998: Against
- 2001: Nation
- 2002: Revolusongs
- 2003: Roorback
- 2006: Dante XXI
- 2009: A-Lex
- 2011: Kairos
- 2013: The Mediator Between Head and Hands Must Be the Heart
- 2017: Machine Messiah
- 2020: Quadra

### The Unabomber Files
- 2013: The Unabomber Files

### Cultura Tres
- 2023: Camino de Brujos

### Gastauftritte
Eminence
- 2013: The Stalker